# Ancelle di Maria Immacolata

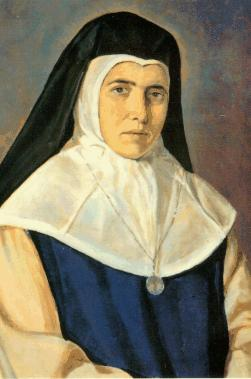
Juana María Condesa Lluch, fondatrice della congregazione

Le ancelle di Maria Immacolata (in spagnolo Religiosas Esclavas de María Inmaculada) sono un istituto religioso femminile di diritto pontificio: le suore di questa congregazione, dette anche protettrici delle operaie, pospongono al loro nome la sigla E.M.I.

## Storia
La congregazione venne fondata a Valencia nel 1884 da Juana María Condesa Lluch (1862-1916) per l'assistenza morale e materiale alle giovani operaie: in seguito le religiose estesero il loro apostolato all'insegnamento, al servizio nei seminari e nei collegi ecclesiastici e ad altre opere di carità.
Antolín Monescillo y Viso, arcivescovo di Valencia, eresse le ancelle di Maria Immacolata in istituto di diritto diocesano con decreto del 1º luglio 1892: la congregazione ricevette il pontificio decreto di lode il 24 aprile 1937 e le sue costituzioni vennero approvate definitivamente dalla Santa Sede il 27 gennaio 1947.
L'istituto rischiò l'estinzione durante la guerra civile spagnola ma ebbe notevole diffusione sotto il regime franchista.
La fondatrice è stata beatificata da papa Giovanni Paolo II nel 2003.

## Attività e diffusione
Le ancelle di Maria Immacolata si dedicano a opere per la protezione della giovane e ad attività educative.
Sono presenti in Spagna, Italia e America Latina (Cile, Colombia, Panama, Perù): la sede generalizia è a Valencia.
Al 31 dicembre 2005 l'istituto contava 91 religiose in 21 case.